# Евангелическая свободная церковь Китая

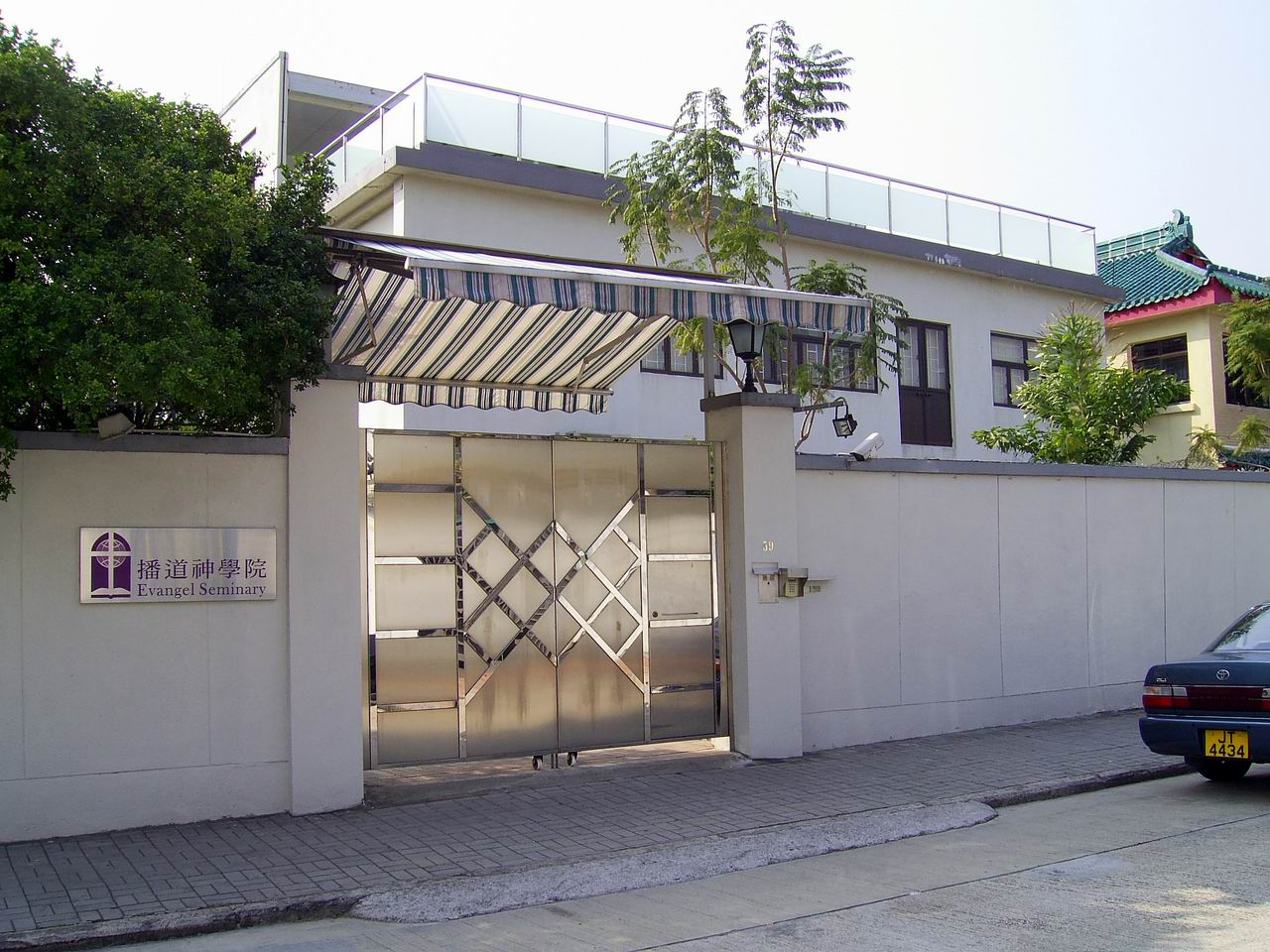
Евангелическая семинария

Евангелическая свободная церковь Китая (кит. 中國基督教播道會, англ. Evangelical Free Church of China, EFCC) — китайская протестантская деноминация, исторически базирующаяся в материковом Китае и одна из крупнейших евангелических конфессий в Гонконге.

## История
В 1887 году американец шведского происхождения Ганс фон Куален из Евангелической свободной церкви Америки стал первым миссионером церкви в Китае. В 1888 году, после непродолжительного изучения языка в Гуанчжоу фон Куален основал первую миссионерскую часовню для свидетельствования в пригороде Гуанчжоу в провинции Хэнань.  К 1925 году, когда миссия насчитывала 28 китайских и западных христианских приверженцев, группа верующих организовала библейские курсы. В 1927 году курсы переросли в Кантонский Библейский институт (англ. Canton Bible Institute), позже известный как Евангельская семинария.
В 1937 году фон Куален основал свою первую церковь «Тин Чуен», в Гонконге. В 1949 году, когда произошли изменения в китайской политической обстановке, большое количество миссионеров вместе с Евангельской семинарией переехало в Гонконг. Штаб-квартира церкви также была перенесена в Гонконг.

## Доктрина
Согласно Библии, церковь придерживается этих семи основных доктрин:
- вера в единого истинного Бога в трёх лицах;
- вера в то, что Иисус Христос — Сын Божий, умер на кресте для искупления беззаконий человека, воскрес из мертвых, вознесся на небо и снова придет, чтобы утвердить Свое Царство и судить живых и мертвых;
- вера в то, что Святой Дух — это третье лицо Троицы, сошедшее в день Пятидесятницы, чтобы прославить Христа, обличить грешников, даровать новое рождение, вселиться в верующих и объединить их в одно целое;
- вера в то, что человек был создан по образу Божию, стал духовно мертвым из-за непослушания Богу и только через искреннее покаяние и принятие искупления Христова может войти в Царство Божие;
- вера в Священное Писание, как в Ветхий, так и в Новый Завет, а также высший авторитет для всей христианской веры и жизни;
- вера в то, что все люди воскреснут: верующие — для вечной жизни и небесных благословений, а неверующие — для вечной смерти в аду;
- Вера в то, что Сатана – это Дьявол, источник всех зол, действующий в сердцах непослушных людей, получит вечное наказание.

## Структура
Среди проектов церкви — Евангелическая семинария, Евангелический детский дом, Евангелическая больница, Совет зарубежных миссий Евангелической свободной церкви Китая в Гонконге, Евангелический колледж. На острове Гонконг, Коулуне, Новых территориях и в районе островов работают 52 прихода церкви.

## Внешние ссылки
- Евангелическая семинария